# 2077
2077 — 2077 рік нашої ери, 77 рік 3 тисячоліття, 77 рік XXI століття, 7 рік 8-го десятиліття XXI століття, 8 рік 2070-х років.

## Вигадані події
- Дія гри Forsaken відбувається в 2077 році.
- Події відеоігри Cyberpunk 2077 теж розгортаються цього року.
- 23 жовтня 2077 у всесвіті Fallout починається та завершується III Світова війна. Гине чимала частка населення Землі, а планета перетворюється на випалену атомним вогнем пустелю.